# Zygofolis
Zygofolis era un parco divertimenti e un parco acquatico situato nella città di Nizza in Costa Azzurra, nel dipartimento delle Alpi Marittime, in Francia. Costato 350 milioni di franchi francesi (53 milioni di euro), il parco fu inaugurato il 1º luglio 1987, lo stesso anno di Futuroscope e Aquafan. Zygofolis è gestito dall'azienda SPAN (Société du parc d'attractions de Nice). La superficie è di 24 ettari. Dal 31 gennaio 1988 il parco è già in liquidazione. Ogni anno era visitato da 350 000 - 600 000 di persone. Dopo soli due anni dall'apertura, il parco chiude un anno per problemi finanziari, per poi riaprire nel 1990. Il flusso di visitatori è risultato inferiore alle attese e dal 31 ottobre 1991 Zygofolis è chiuso per le difficoltà finanziarie. Il parco è stato smontato. La zona è diventata un PAL, parco d'attività logistiche.
Parte del percorso acquatico su tronchi è stata riutilizzata per l'African river di Zoo safari Fasanolandia, a Fasano.
Cristiano Picco ha acquisito il marchio rappresentante il logo Zygofolis in Italia il 20 dicembre 2019 e in Francia il 25 settembre 2020 con numero di registrazione · . Inoltre ha acquisito il marchio rappresentante la mascotte di Zygofolis in Italia il 25 febbraio 2022 e in Francia il 25 settembre 2020 · .